# Helymaeus togonicus
Helymaeus togonicus là một loài bọ cánh cứng trong họ Cerambycidae.